# プリンセスクエスト
『プリンセスクエスト』（Princess Quest）は、1998年3月19日にインクリメントP株式会社から発売されたセガサターン專用ゲームソフト。宣伝ポスターなどで1997年11月末発売予定との発表後、1998年1月29日に発売延期、更に遅れて3月19日に発売された。キャラクター原案・ビジュアル監修はすぎやまGENSHOが務めている。ポスターのキャッチコピーは「美しき者、疑わしき者。その名はプリンセス。」。
同年12月17日にWindows 98/Windows 95版ゲームソフト『プリンセスクエストR』が発売されている。

## ストーリー
アウドレス大陸の中心に位置する法と秩序の国「ディルマ法王国」ではタピオカ王子が次期法王になるための戴冠式に必要な宝玉が盗まれてしまった。容疑者は戴冠式の来賓として訪れていた5ヶ国のプリンセス。そのため、マドレーヌ王女は主人公のウィローに全てを託し、真犯人を捜し出すことを願うとしている。

## 登場人物

### 主人公
ウィロー
声 - 三木眞一郎
全名は「オース=ウィロー」。武器を手にして戦う戦士タイプ。犯人捜しの他にも王子の警護役も任命されている。
ウィル
声 - 浅田葉子
ウィローがパルの力を借りて変身した女性の姿。魔法が使えるが腕力はウィローよりかなり劣る。

### 5ヶ国のプリンセス
※出身国・身長・スリーサイズは初回限定トレーディングカードの裏に書かれた。
カスタード（Custard）
声 - 丹下桜
出身国：ラリアン、身長：155.1cm、スリーサイズ：B78 W58 H76
ジェラード（Gelato）
声 - 柊美冬
出身国：ソーダレス、身長：162cm、スリーサイズ：B82 W59 H84
ミルフィーユ（Millefeuille）
声 - 白鳥由里
出身国：ノースランド、身長：164.2cm、スリーサイズ：B秘 W秘 H秘
チェロス（Chelos）
声 - 折笠愛
出身国：ロウレス、身長：164cm、スリーサイズ：B92 W57 H85
パンナコッタ（Pannacótta）
声 - 井上喜久子
出身国：ギムリア、身長：172.6cm、スリーサイズ：B秘 W秘 H秘

### ディルマ法王国
タピオカ
声 - 篠原恵美
ディルマ法王国の王子および姫様。
マドレーヌ
声 - 勝生真沙子
ディルマ法王国の王女。
モンブラン
声 - 川久保潔
ディルマ法王国の国王。
パル
声 - 佐久間レイ
全名は「パル=スウィート」。生き残った古代種といわれる魔法生物である。男性と融合して、その男性を女性に変身する能力を持っている。

### その他
ペピー
声 - 岩男潤子
ミント
声 - 根谷美智子
ガトー
声 - 山口勝平
シフォン
声 - 天野由梨
スフレ
声 - 渡辺久美子
カシス
声 - 関俊彦
パイ
声 - 大谷育江
マロン
声 - 菊地祥子
シェリー
声 - 熊谷ニーナ
シスター
声 - 菊池いづみ
シャルロット
声 - 山口由里子
ナレーション
声 - 永野広一

## スタッフ
- 原作：いつきあやな
- 企画：清水敏彦、三浦亨
- エグゼクティブ・プロデューサー：沢園昌夫、田島恵介
- プロデューサー：吉田勝、秋月郁、馬場純
- キャラクターデザイン・ビジュアル監修：すぎやまGENSHO
- 色指定・設定・仕上げ検査：永井留美子
- 美術デザイン協力：草薙
- 美術監督：吉田理恵
- 音響プロデューサー：中野徹
- 音響監督：鶴岡陽太
- 音響効果：神保大介
- 録音スタジオ：アバコクリエイティブスタジオ
- 音楽：秋月郁、大野史保子
- 協力：内田哲也
- ゲームデザイン：木内貴之
- プログラム：金尾淳
- サウンド：佐藤清孝、平川晋太郎
- 動画：竹内健
- 演出：川島宏
- 作監：山沢実、木村雅弘
- パッケージ・アド・デザイン：大石哲也
- 制作：AICスピリッツ
- 製作：インクリメントP株式会社
- 版権著作：AIC、いつきあやな、iPC

## テーマ曲
テーマ曲「ぷりんせすっ・うぉ〜ず」
作詞：くまのきよみ、作曲：あきづきかおる

## 攻略本
- 『プリンセスクエスト 公式攻略ガイド』 1998年3月発売 ISBN 4-07-307968-9
  - 電撃G'sマガジン 特別編集、発行：メディアワークス、発売：主婦の友社
- 『プリンセスクエスト 完全攻略ガイド 〜すべての姫を射止めるために〜』アクセラ、1998年4月28日発売 ISBN 4-90-095289-3
  - 著者：上崎よーいち、池原圭、東尾丞清

## ドラマCD
- 『プリンセスクエスト』1996年7月24日発売 BMGビクター CD:BVCH-1520

## キャラクターソング・アルバム
- 『プリンセスクエスト/インクリメントP』1998年4月17日発売 ポニーキャニオン CD:PCCB-00303